# Jean Marie Beaupuy
Jean Marie Beaupuy este un om politic francez, membru al Parlamentului European în perioada 2004-2009 din partea Franței. 
1. ↑   http://www.europarl.europa.eu/meps/en/28205/JEAN+MARIE_BEAUPUY_home.html Lipsește sau este vid: |title= (ajutor)
2. ↑  Deputații în Parlamentul European